# Амир-Шамхал (уцмий)
Амир-Шамхал (правление: первая половина XVI в.) — уцмий Кайтага, военно-политический деятель в истории Дагестана и Ширвана XVI века. Сын уцмия Алильбека (Уллубия). Отец уцмия Хасан-Али.

## Биография
Бабушка уцмия (мать Алильбека) была из рода шамхалов. Этим, видимо, и объясняется выбор имени для Амир-Шамхала.
По количеству выставляемых войск в конце XV века Кайтаг занимал только третье место в Дагестане, потому что не успел восстановиться после разгрома от Тамерлана. Амир-Шамхал принимал активное участие в делах соседнего Ширвана, принимая бежавших родственников из династии ширваншахов и всячески помогая им вернуться на ширванский престол.
Из-за сильной втянутости в борьбу ширваншахов с Сефевидами уцмии не приняли участия в борьбе за земли Северо-Западной Даргинии, которые вошли в шамхальство в XV—XVI веках.
В XVI веках между сефевидами и османами происходят многочисленные войны за Кавказ. В 1556 году к этому конфликту прибавляется третья сторона — Россия, завладевшая Астраханью, выведшей её к Каспию и Предкавказью.
В начале века Ширваншах Фаррух-Йасар, родственник уцмиев, погиб, борясь с кызылбашами. В 1509 году шах Исмаила I захватил Дербент. Последующие удары шаха были направлены на Табасаран, который был разорён в 1510 году. В 1511—1512 годах сефевиды совершили поход на Кюре и Курах. Все это происходило у южной границы уцмийства.
Скоро Кайтаг оказался ввязан в борьбу Ширвана за независимость. Шейх-Ибрагим II Шейхшах несколько раз безуспешно пытался отстоять свободу Ширвана, после чего признал поражение.
Воспользовавшись смертью шаха Исмаила, Фаррух Мирза (Йасар) с помощью кайтагцев и других узурпировал власть своего брата ширваншаха Халилуллаха II и удерживал её несколько месяцев. После его изгнания его братом, его приютили в Дагестане, в «стране Шамхала», вероятнее всего у родственников в Кайтаге, где у него родился сын по имени Шахрух. По предположению исследователя Леонида Лаврова, до событий 1535 года Шахрух Мирза ал-Кайтаги жил в Кайтаге.
В 1535 году ширваншах Халилуллах II внезапно умер, не оставив наследников. Из Кайтага отправили пятнадцатилетнего Шахруха в Шемаху и объявили ширваншахом. Вместе с тем, 1535 год — это год первого упоминания Амир-Шамхала. После завоевания Ширвана Тахмасп объявил династию ширваншахов низложенной.
В 1547 году Алкас-Мирза отступился от брата Тахмаспа и начал войну против него. После этого Турция двинули силы в Ширван. Бурхан-Али, двоюродный брат Шахруна-мирзы, выступив из Кайтага, присоединился к ним. Султан Сулейман выслал его вперёд с отрядом на захват Ширвана. Алкас-Мирза проиграл и бежал в Крым. Уничтожая сторонников Алкас-Мирзы, шахские военачальники вошли в Кайтаг и, опустошив его, вернулись с награбленным.
Бурхан-Али в июне 1548 года захватил Шемаху и овладел значительной частью Ширвана. Бурхан-Али оставался правителем два года. Когда он умер, в Ширван вторглись сефевиды, вся его семья, малолетние дети и родичи, по традиции бежали в Кайтаг.
При походе турецкого султана Сулеймана II в 1554 году в Ширване вспыхнуло восстание, возглавляемое Касим-Мирзой. По пути его следования в Ширван с ним соединились солдаты из «Кумыка и Кайтага». Касим-Мирзу разгромили и он бежал в Дагестан.